# Against the Wall (Fernsehserie)
Against the Wall ist eine US-amerikanische Fernsehserie, welche am 31. Juli 2011 ihre Premiere beim Sender Lifetime feierte. Die Serie besteht aus 13 Folgen in einer Staffel, da der ausstrahlende Sender aufgrund schwacher Quoten von einer Fortsetzung absah. Eine deutschsprachige Synchronversion wurde ab dem 24. Mai 2017 bei ORF eins in Österreich ausgestrahlt.

## Darsteller und Synchronisation
Die deutsche Synchronfassung der Serie wurde bei der Cinephon Filmproduktions GmbH, Berlin unter Dialogbuch und Dialogregie von Ulrich Johannson erstellt.
| Schauspieler     | Charakter       | Synchronsprecher     |
| ---------------- | --------------- | -------------------- |
| Rachael Carpani  | Abby Kowalski   | Katharina von Keller |
| Andrew W. Walker | John Brody      | Julien Haggége       |
| Marisa Ramirez   | Lina Flores     | Eva Michaelis        |
| Brandon Quinn    | Richie Kowalski | Tim Knauer           |
| Kathy Baker      | Sheila Kowalski | Karin Grüger         |
| Mayko Nguyen     | Mackie Phan     | Nadine Zaddam        |
| Chris Johnson    | Danny Mitchell  | Nico Mamone          |
| Treat Williams   | Don Kowalski    | Stefan Gossler       |

## Episodenliste
Die Erstausstrahlung war vom 31. Juli bis zum 23. Oktober 2011 auf dem US-amerikanischen Kabelsender Lifetime zu sehen. Die deutschsprachige Erstausstrahlung sendete ORF eins in Österreich von Mai bis August 2017.
| Nr. | Deutscher Titel                    | Originaltitel            | Erstausstrahlung USA | Deutschsprachige Erstausstrahlung (A) | Regie               | Drehbuch                                |
| --- | ---------------------------------- | ------------------------ | -------------------- | ------------------------------------- | ------------------- | --------------------------------------- |
| 1   | Pilot                              | Pilot                    | 31. Juli 2011        | 24. Mai 2017                          | Michael Fresco      | Annie Brunner                           |
| 2   | Ein guter Cop                      | A Good Cop               | 7. Aug. 2011         | 1. Juni 2017                          | Vincent Misiano     | Annie Brunner                           |
| 3   | Ein Cop steckt in Schwierigkeiten  | We Have a Cop in Trouble | 14. Aug. 2011        | 8. Juni 2017                          | John Terlesky       | Nancy Miller                            |
| 4   | Die Leiche aus dem Internet        | The Fifth Body           | 21. Aug. 2011        | 15. Juni 2017                         | Artie Mandelberg    | Wade Solomon & Megan Lynn               |
| 5   | Die tote Stripperin                | Baby, Did a Bad Thing    | 28. Aug. 2011        | 21. Juni 2017                         | Norberto Barba      | Denitria Harris-Lawrence                |
| 6   | Heimliche Schwangerschaft          | Obsessed and Unwanted    | 4. Sep. 2011         | 29. Juni 2017                         | Timothy Busfield    | Laurence Walsh                          |
| 7   | Notruf unmöglich                   | Countdown to Meltdown    | 18. Sep. 2011        | 6. Juli 2017                          | Kate Woods          | Bob Lowry                               |
| 8   | Die Tote vom Altar                 | Memories We Fear         | 25. Sep. 2011        | 12. Juli 2017                         | Holly Dale          | Benjamin Daniel Lobato                  |
| 9   | Korruption                         | Lean on Me or Die        | 2. Okt. 2011         | 19. Juli 2017                         | Steven Robman       | Mark Israel                             |
| 10  | Die Jungs sind wieder in der Stadt | Boys Are Back            | 9. Okt. 2011         | 27. Juli 2017                         | Tricia Brock        | Jessica Mecklenburg                     |
| 11  | Ich frage mich, was Gott vor hat   | Wonder What God’s Up To  | 16. Okt. 2011        | 3. Aug. 2017                          | Paul Shapiro        | Nancy Miller & Denitria Harris-Lawrence |
| 12  | Die zweite Chance                  | Second Chances           | 23. Okt. 2011        | 9. Aug. 2017                          | Gloria Muzio        | Suzan Olson                             |
| 13  | Wehen und Panik                    | We Protect Our Own       | 23. Okt. 2011        | 16. Aug. 2017                         | Jeremiah S. Chechik | Annie Brunner                           |